# Renault Master
Der Renault Master ist ein mittelgroßer Transporter von Renault. Aufgrund der Unternehmensverbindung Renault-Nissan wird der Master der zweiten Generation und der aktuellen Generation auch als Nissan Interstar und das Modell der dritten Generation auch als Nissan NV400 gebaut.
Den Titel Van of the Year gewannen die Master der zweiten (1998) und der vierten Generation (2025).
Die Master der zweiten und dritten Generation wurden zusammen mit General Motors Europa entwickelt und produziert. Aus dieser Kooperation ging der Vauxhall/Opel Movano hervor.

## Erste Generation (1980–1997)
Als Nachfolger des Renault Estafette kam der Renault Master im Sommer 1980 gemeinsam mit dem Renault Trafic auf den Markt und ist für die größere Gesamtgewichtsklasse von 2,8 bis 3,5 Tonnen konzipiert.
Der Master wurde in dem 1980 eröffneten SoVAB-Werk (Société des Véhicules Automobiles de Batilly) im Département Meurthe-et-Moselle gefertigt, wo später auch einige Varianten des Trafic vom Band liefen. Die erste Serie wurde von einer schrägen Motorhaube geprägt, die ohne Knick in die Windschutzscheibe überging. Außerdem fielen die kreisförmigen, glatt in die Karosserieoberfläche eingepassten Türgriffe auf. Damals unüblich im Segment war der Frontantrieb mit längs eingebauten Motoren, was eine hohe Position der Fahrerkabine mit sich brachte. In Fachkreisen wurde daher teilweise die Einordnung von Renault als Kurzhauber damit kommentiert, dass wegen des weit in den Fahrgastraum hineinragenden Motortunnels auch von einem Frontlenker gesprochen werden könne.
Der Master war mit drei unterschiedlichen Radständen (2,87, 3,23 und 3,70 m) und als Kleinbus, Kastenwagen, Pritschenwagen, Minibus und Fahrgestell für Aufbauten erhältlich. Das zulässige Gesamtgewicht betrug 2,8, 3,0, 3,1 und 3,5 Tonnen. Es gab zwei verschiedene Dachhöhen. In den Kastenwagen konnten maximal 9 bis 12,7 m³ geladen werden.
Als Antrieb wurde ein 2,0-l-Ottomotor mit 59 kW/80 PS aus dem Renault 20 oder ein 2,55-l-Dieselmotor mit 52 kW/71 PS verwendet. Dieser Motor stammte von Fiat-SOFIM, woran Renault damals beteiligt war und wurde auch im zeitgenössischen Iveco Daily und Fiat Ducato eingebaut. Den Master gab es wahlweise auch mit Hinter- und Allradantrieb. Diese Versionen mit teils höheren Nutzlasten wurden als Renault Messenger angeboten und ersetzten den Renault Super Goélette SG2.
1984 gab es zusätzlich einen 2,1-l-Dieselmotor mit 44 kW/61 PS und einen 2,2-l-Ottomotor mit 66 kW/90 PS.
Anders als beim Trafic gab es für den Master 1989 kein Facelift, sodass sich die anfangs sehr ähnlichen Baureihen äußerlich fortan deutlicher unterschieden. 1989 kam der überarbeitete SOFIM-Dieselmotor mit nun 55 kW/75 PS und mittels Turbolader 65 kW/88 PS ins Programm. Ab 1990 leistete dieser nun 69 kW/94 PS. 
Mitte 1994 erfolgte ein leichtes Facelift und der Turbodieselmotor war nun auch mit einem Katalysator und 66 kW/90 PS Leistung verfügbar, während der 2,2-l-Ottomotor nun 70 kW/95 PS leistete, welche weiterhin geringer ist als bei der Pkw-Version mit 79 kW/107 PS.
Ende 1997 wurde die Produktion des ersten Renault Master eingestellt. Er war besonders in den 1980er-Jahren auch im Export auf Grund der vielen Variationsmöglichkeiten bei Aufbau, Gewichte und Antriebsmöglichkeiten sehr erfolgreich.

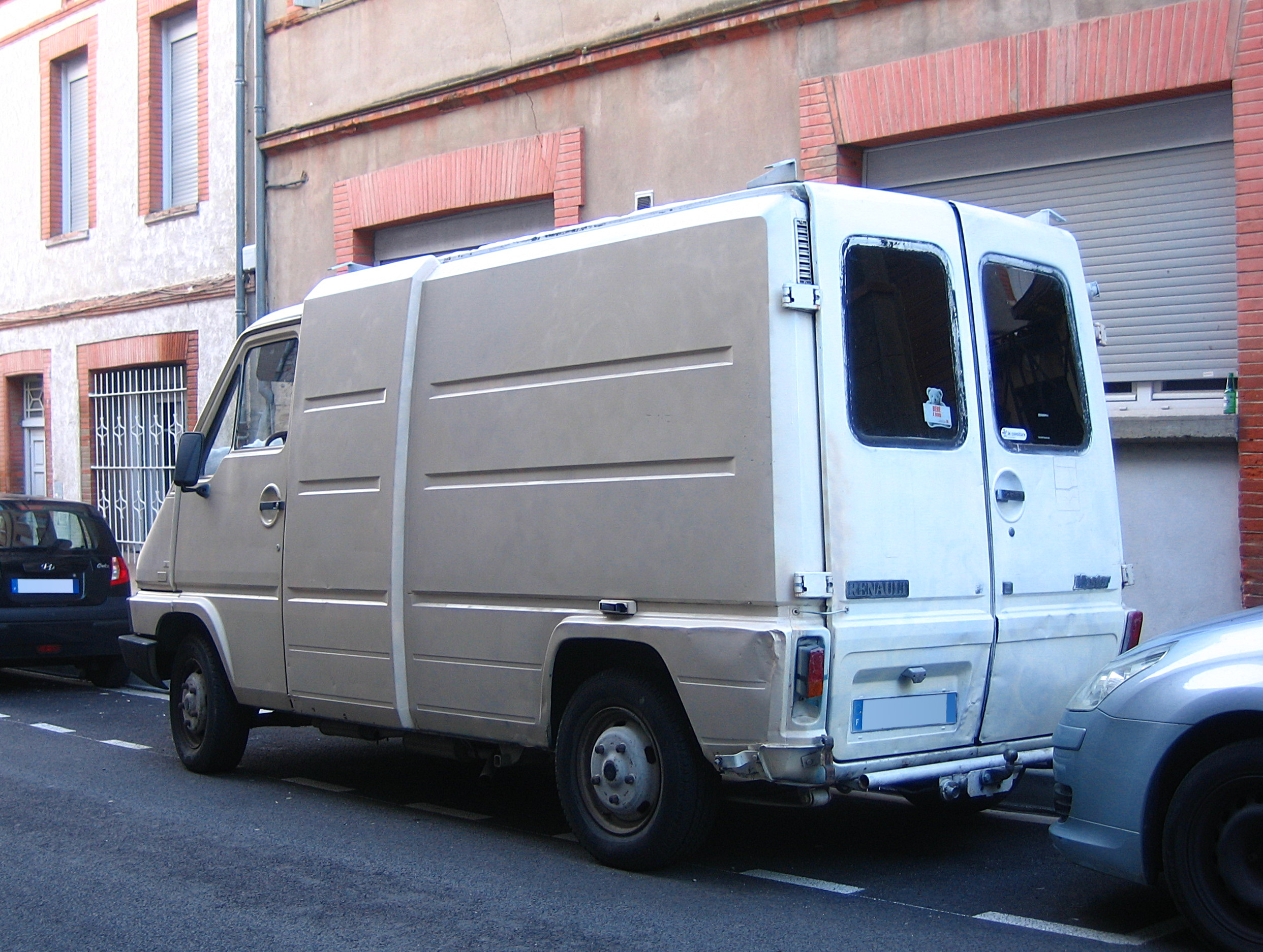
Heckansicht
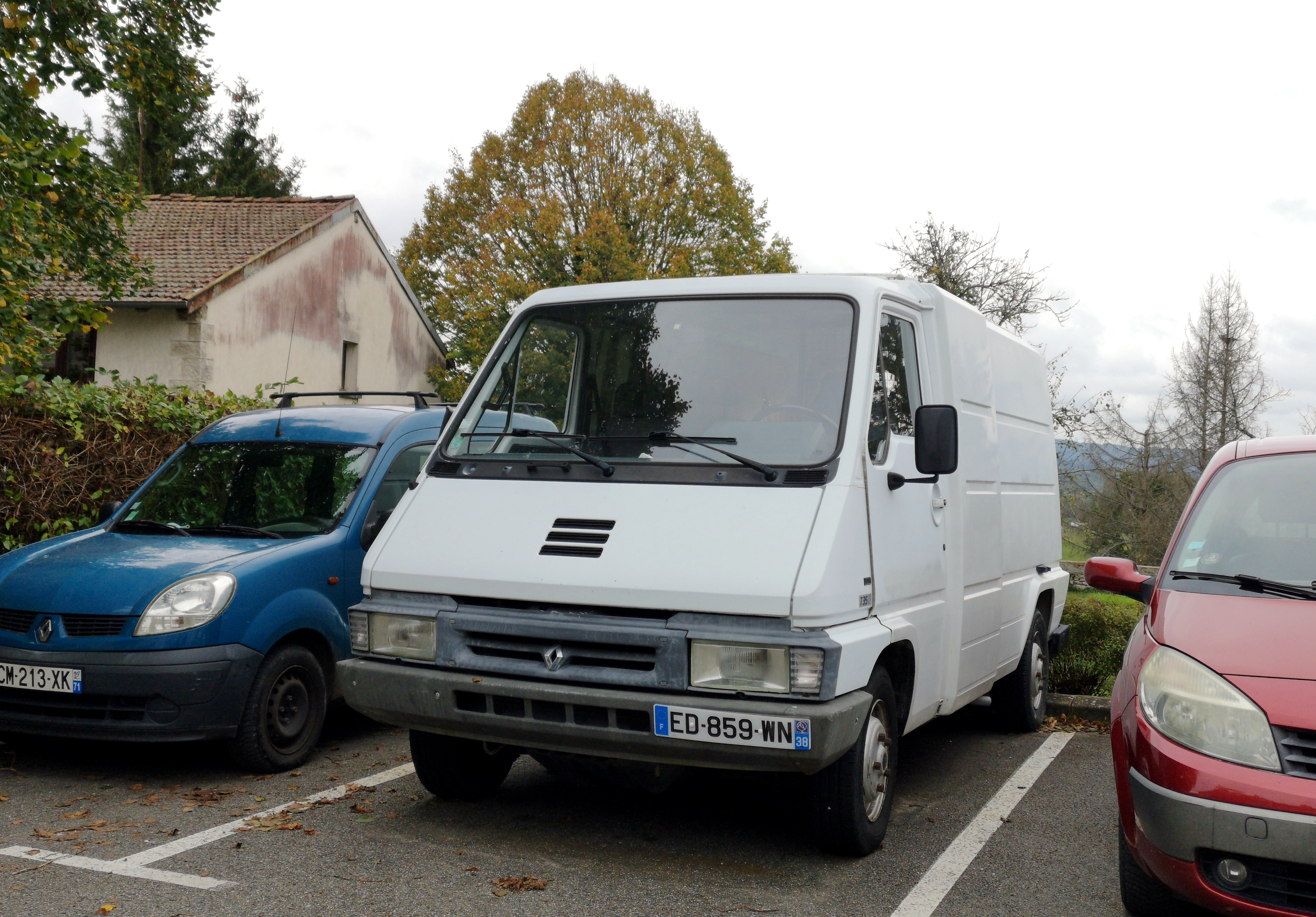
Renault Master I (1994–1997)
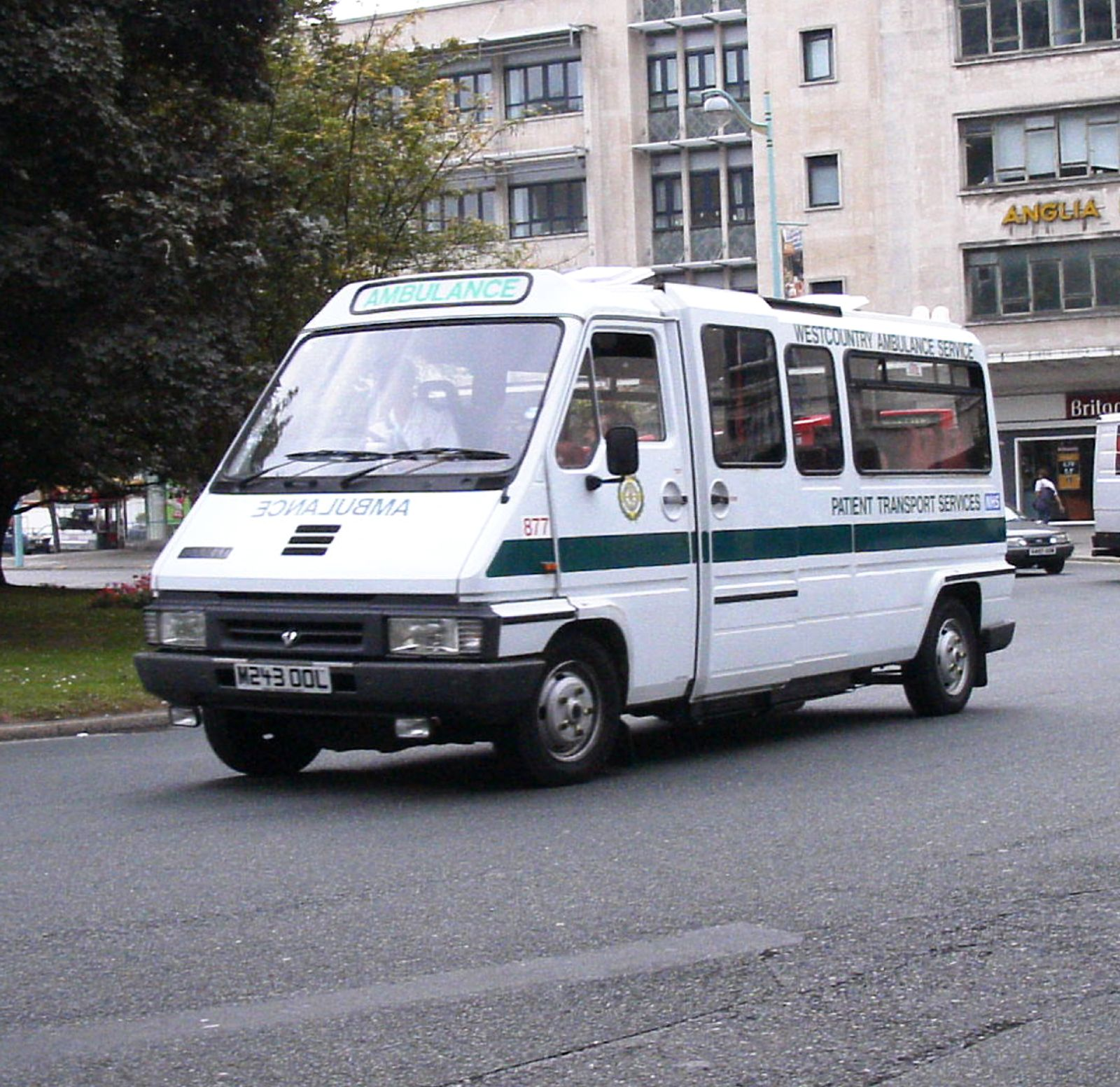
Als Krankentransportwagen

## Zweite Generation (1997–2010)
Die Entwicklung des neuen Renault Master startete bereits 1987, wurde aber wegen der hohen Kosten wieder gestoppt.
Im Jahr 1989 kam Renault zu einer Einigung über die gemeinsame Entwicklung eines Transporters mit Leyland DAF, die einen Nachfolger für den Daf 400 benötigten und die Entwicklung wurde nun gemeinsam wieder aufgenommen. Nach dem Konkurs von Leyland DAF 1993 übernahm Renault den gesamten Entwicklungsprozess wieder selber.
1995 unterzeichnete Renault eine Vereinbarung mit Iveco über die Entwicklung eines Fahrerhauses für die Modelle Master II, Mascott und Iveco Daily III. Aufgrund der steigenden Kosten des Projekts beschloss Renault, einen weiteren Partner zu suchen, der 1996 in General Motors Europa gefunden wurde. Hierbei wurde vereinbart, Nutzfahrzeugmodelle von Renault mittels Badge-Engineering von den GM-Marken Opel und Vauxhall anbieten zu lassen. Das erste Ergebnis dieser Kooperation war der Vauxhall/Opel Arena.
Das gemeinsame Entwicklungsprojekt der drei Autohersteller wurde Ende 1997 mit der Vorstellung des Master II, Mitte 1998 mit der Präsentation des Opel Movano A und 1999 Präsentation des Iveco Daily III und Renault Mascott (Nachfolger des Messenger) abgeschlossen.
1998 sicherte sich der Renault Master den Titel Van of the Year. Neben den bereits vom Vorgänger bekannten Versionen gab es nun auch einen Minibus ab Werk mit 16 Sitzplätzen. Das Ladevolumen beim Kastenwagen lag nun bei 8 bis 13,9 m³. Es gab nur noch Frontantrieb, die Heckantriebsvarianten waren dem Renault Mascott vorbehalten. Als Motoren kamen nur noch Dieselmotoren zum Einsatz. Beim Produktionsstart waren dies ein SOFIM-2,5-Liter-Dieselmotor mit 59 kW/80 PS und ein 2,8-l-dTi mit 84 kW/115 PS. Später kam ein von Renault selbst entwickelter 1,9-l-dTi mit 59 kW/80 PS hinzu. Bereits in der Entwicklungsphase wurde der Umweltgedanke berücksichtigt mit dem Ergebnis, dass fast 90 % der Materialien des Master recycelt werden können. Um Kosten für die Verbraucher zu minimieren, wurden die unteren Karosseriebleche, die oft das Opfer von Fahrschäden werden, gesondert gepresst und mittels An/Abschrauben leicht austauschbar gestaltet.
In den Jahren 2000/2001 wurden von Renault neu entwickelte dCi-Motoren mit Common-Rail-Einspritzung eingeführt. Der 1,9 dTi wurde vom 1,9 dCi mit nun 60 kW/82 PS, der 2,5 vom 2,2 dCi mit nun 66 kW/90 PS und der 2,8 dTi durch den 2,5 dCi mit ebenfalls 84 kW/115 PS ersetzt. 1999 begann die Renault-Nissan-Allianz. Daher wurden ab Anfang 2002 verschiedene Renault-Transporter auch unter der Marke Nissan angeboten. Zum Master II kam mit dem Nissan Interstar ab Anfang 2002 ein zweites Schwestermodell hinzu.
Der Renault Master (und seine Schwestermodelle) wurde im Herbst 2003 umfassend überarbeitet. Im Design änderte sich die Front und der Innenraum, zudem wurde das Fahrwerk verbessert. Des Weiteren wurde der 1.9-dCi-Motor überarbeitet. Neu hinzu kam ein 3,0 dCi mit 100 kW/136 PS von Nissan, der auch im Nissan Patrol verbaut wurde. Für das überarbeitete Modell war nun optional ESP (Fahrdynamikregelung) erhältlich. Ebenfalls gehörte ab nun ein Bremsassistent neben dem bereits vorher eingebauten Antiblockiersystem zum Serienstandard. Neben dem manuellen Fünfganggetriebe war nun auch ein automatisiertes Schaltgetriebe namens Tec-Shift erhältlich.
In den folgenden Jahren veränderte sich die Motorenpalette durch Weiterentwicklung des 2,5 dCi. Eine 74-kW-/100-PS-Variante ersetzte den 2,2 dCi, die 84-kW-/115-PS-Variante stieg auf nun 88 kW/120 PS. Der 3.0 dCi wurde durch den 2.5 dCi mit 107 kW/145 PS ersetzt.

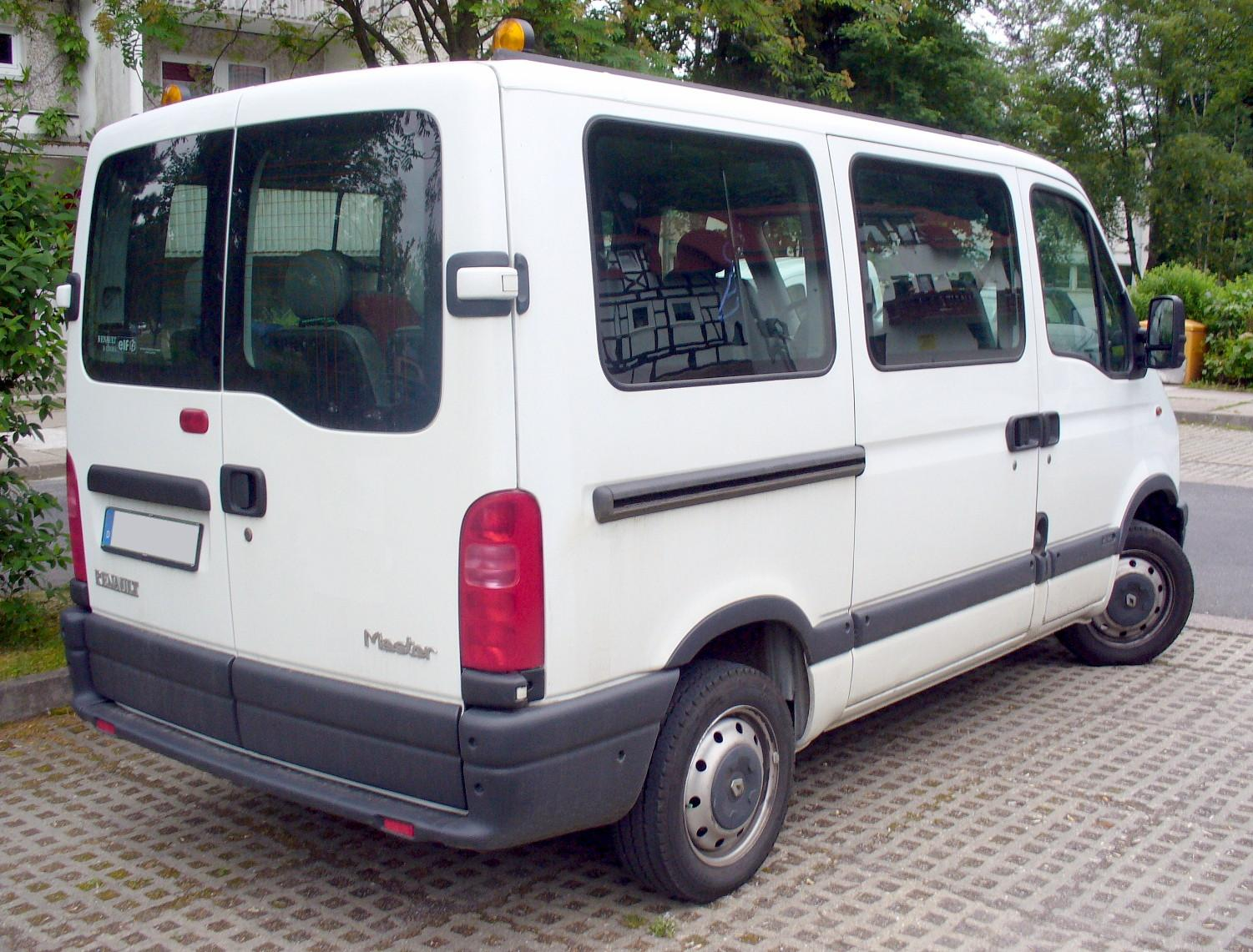
Heckansicht
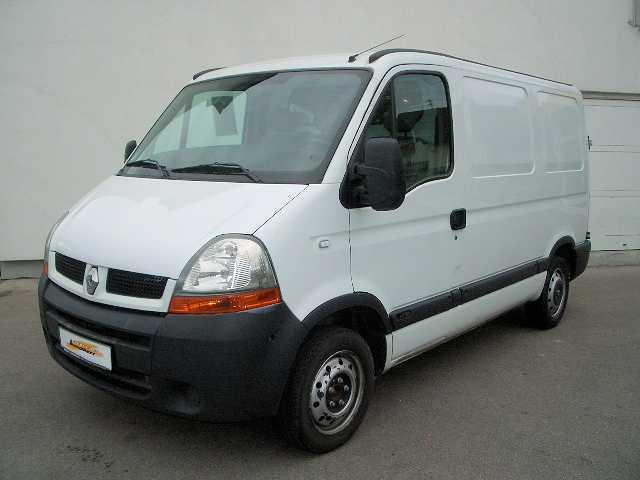
Renault Master II (2003–2010)
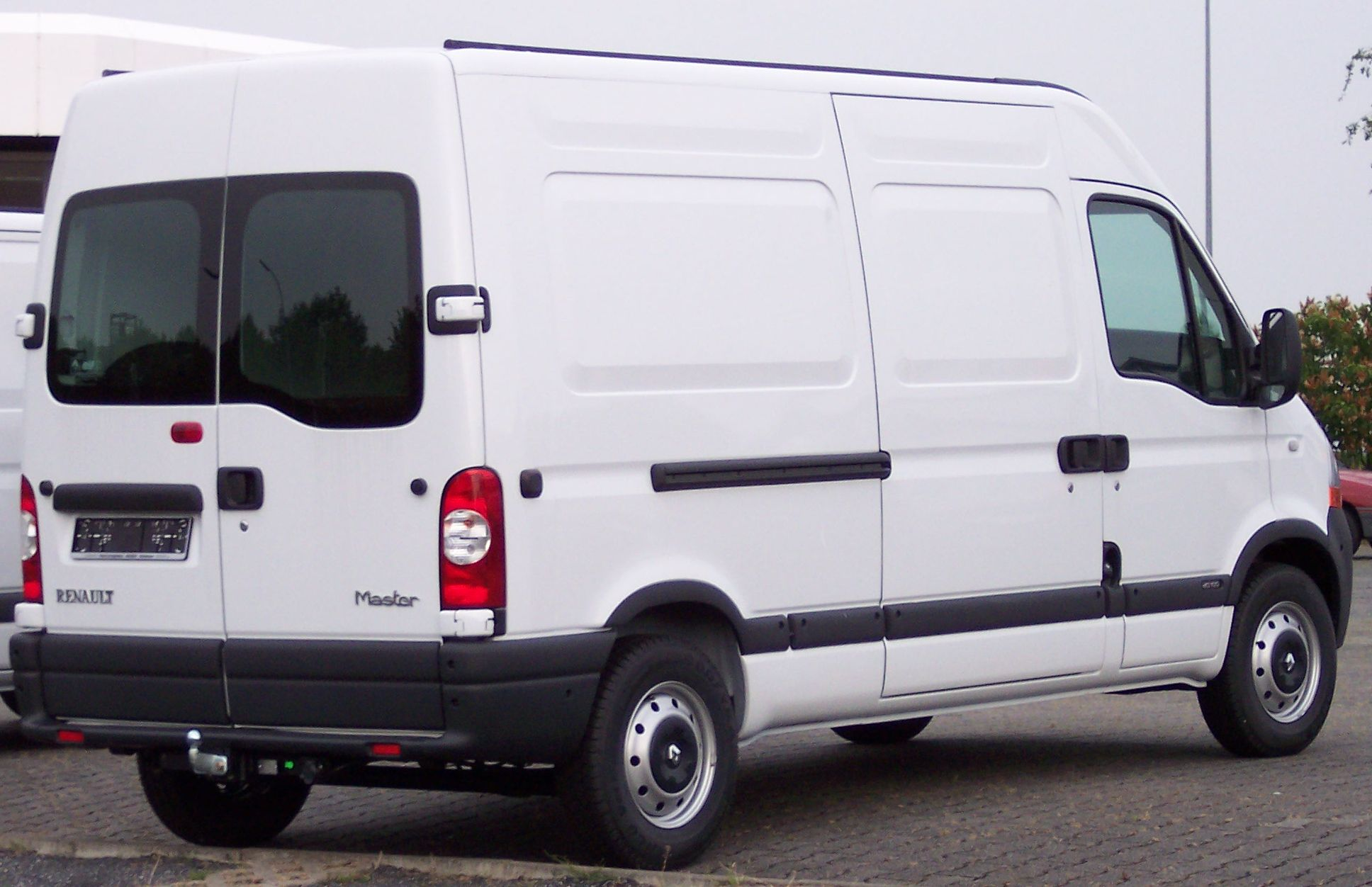
Heckansicht
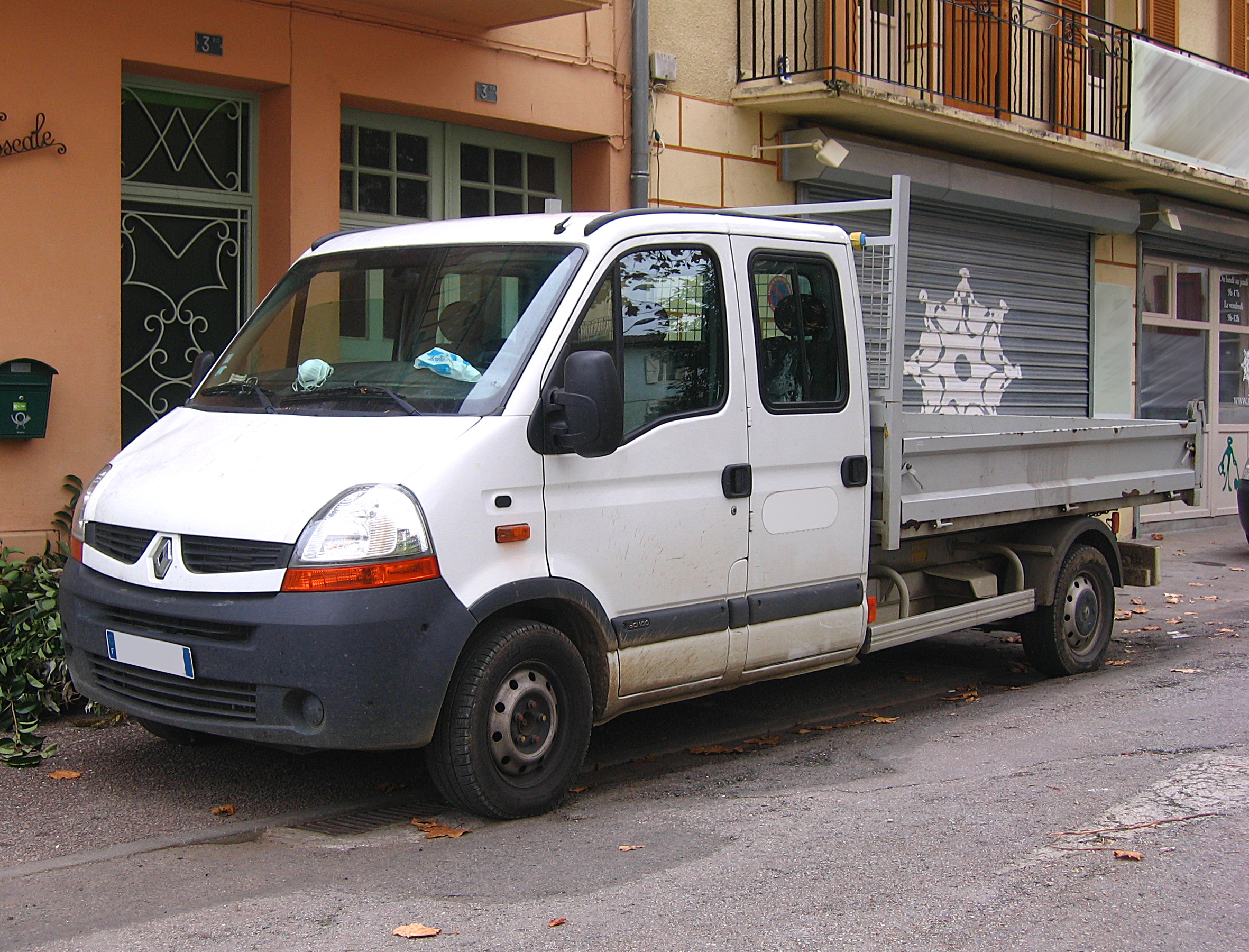
Master II als Pritsche mit Doppelkabine
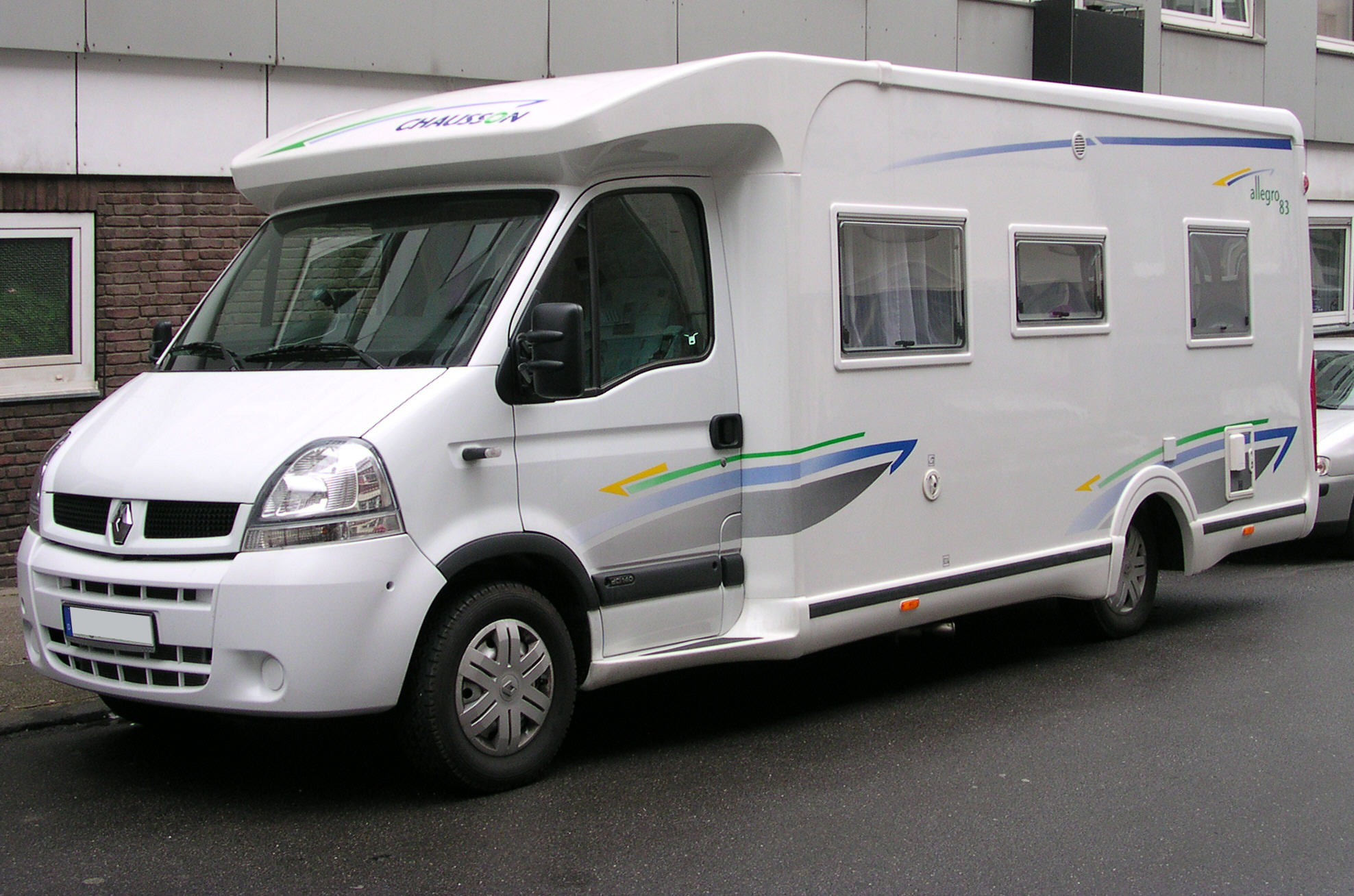
Master II als Wohnmobil
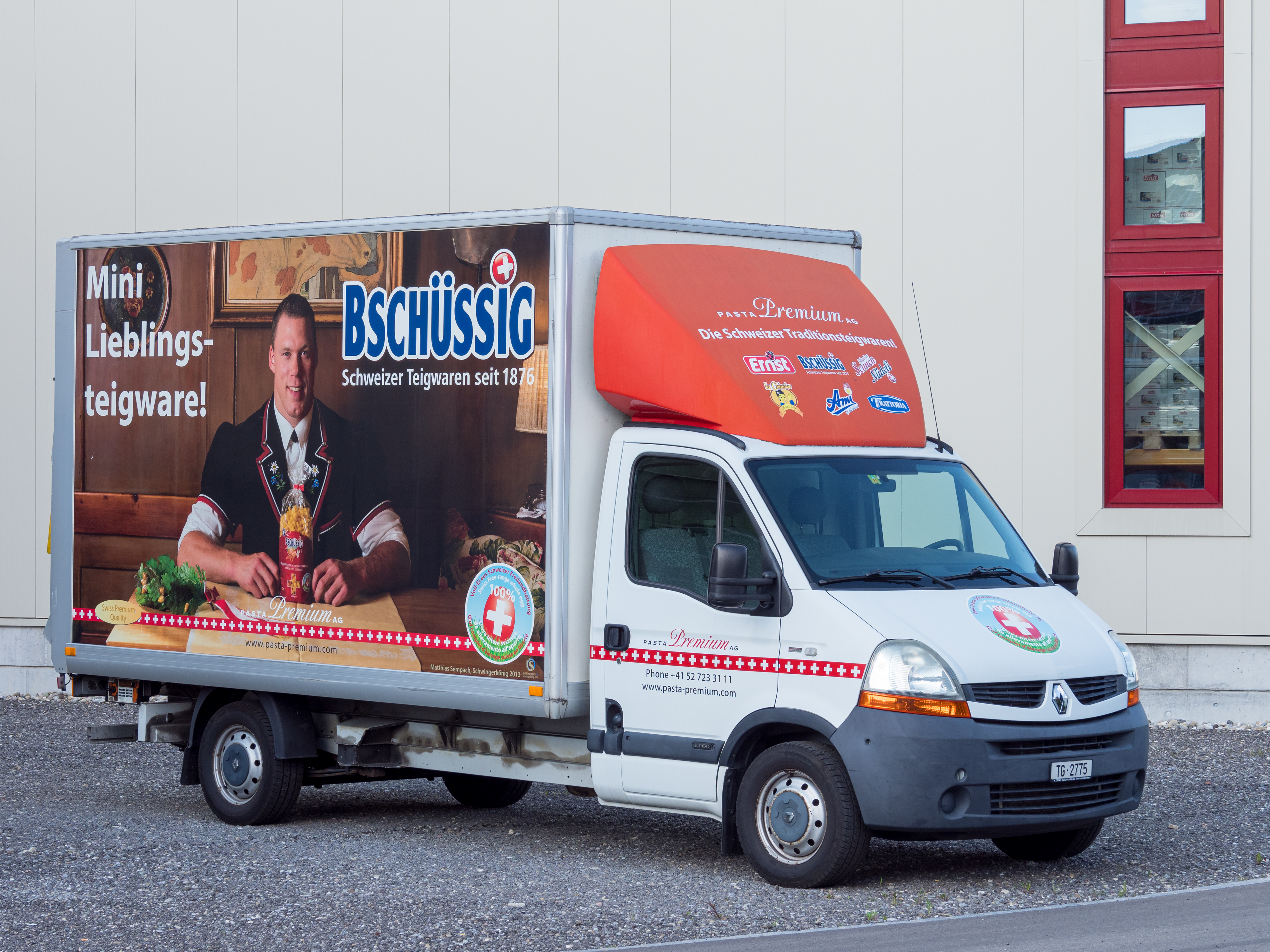
Master II dCi150 mit Kofferaufbau

## Dritte Generation (2010–2024)
Der Renault Master der dritten Generation debütierte im Frühjahr 2010 und ersetzte sowohl die zweite Master-Generation als auch den Renault Mascott. Dadurch ist der Master III wie in der ersten Generation wieder wahlweise mit Front- oder Hinterradantrieb erhältlich. Der 2,8-, 3,3- und der 3,5-Tonner haben Frontantrieb, der 3,5- und der 4,5-Tonner Hinterradantrieb. Der hinterradgetriebene 3,5-Tonner kann mit einer Zwillingsbereifung ausgestattet werden, beim 4,5-Tonner ist sie serienmäßig.
Der Antrieb ist ein neuer 2,3-l-dCi-Motor. Ursprünglich gab es drei Leistungsstufen zwischen 74 und 110 Kilowatt, später vier bzw. fünf Leistungsstufe zwischen 81 und 132 Kilowatt. Der jeweils schwächste Motor wird nur für Frontantrieb und maximal 3,5 Tonnen Gesamtgewicht geliefert. Geschaltet wird mittels einer Sechsgang-Schaltung oder bei dem Motor mit 125 Kilowatt wahlweise auch mit einem automatisierten Schaltgetriebe.
Als Anhängelast sind bei den frontgetriebenen Fahrzeugen 2,5 Tonnen möglich, bei den hinterradgetriebenen mit Doppelbereifung 3,5 Tonnen, das zulässige Gesamtzuggewicht ist auf 7,5 Tonnen begrenzt. Der Master III mit Hinterradantrieb kann seit September 2013 auch wieder mit zuschaltbarem Allradantrieb geordert werden, dabei wird dieses System zusätzlich mit einer Untersetzungsstufe (1:1,42) gekoppelt, wodurch langsames Fahren bei schwierigen Geländebedingungen oder bei großen Lasten möglich ist.
Diese Generation des Master wurde wieder gemeinsam mit GM entwickelt und entsprechend auch als Opel Movano B und Vauxhall verkauft. Auch der Nissan NV400 ist mit dem Master III weitgehend baugleich.

### 1. Facelift
2014 bekam der Master III ein kleines Facelift, mit überarbeitetem Infotainmentsystem und neuem Kühlergrill. Als Option ist jetzt auch eine Rückfahrkamera erhältlich, ansonsten blieb der Master unverändert.

### Master Z.E.
Im Frühjahr 2017 wurde die elektrisch angetriebene Version vorgestellt. Sie war in Deutschland als Master Z.E. ab Sommer 2018 lieferbar und bot eine Akkukapazität von 33 kWh. Der Elektromotor leistet 57 kW (77 PS). Ende 2021 wurde der Akku auf 52 kWh vergrößert, wodurch die Reichweite im WLTP-City-Zyklus mehr als verdoppelt wird. Neu ist auch eine Gleichstrom-Lademöglichkeit mit bis zu 22 kW.

### 2. Facelift
Am 23. April 2019 wurde ein umfangreiches Facelift des Master III vorgestellt und im vierten Quartal 2019 in Deutschland lieferbar. Folgende Komponenten wurden überarbeitet:
- Design der Front
- Neuer Innenraum (Armaturenbrett, Lenkrad)
- Neues Infotainment
- Neuer leistungsstärkster Dieselmotor 2.3 dCi mit 132 kW (180 PS)
- Alle Motoren erfüllen die Euro 6d-full Norm bzw. bei LKW-Zulassung Euro VI E[5]
- Neue Assistenzsysteme, wie Seitenwindassistent oder Totwinkelwarner

Auch das Schwestermodell Opel Movano bekam das Facelift, obwohl Opel/Vauxhall seit 2017 zum französischen Konkurrenten PSA gehört. Mit der Fusion von PSA und FCA zum Stellantis-Konzern Anfang 2021 wurde der Movano dann doch auf die Plattform des Fiat Ducato umgestellt.

### Technische Daten
|                                  | dCi 100                     | dCi 110                     | dCi 125                         | dCi 130                         | dCi 145                      | dCi 150                      | dCi 165                      | dCi 170                                  | dCi 180                                  | Z.E.             | Z.E.             |
| -------------------------------- | --------------------------- | --------------------------- | ------------------------------- | ------------------------------- | ---------------------------- | ---------------------------- | ---------------------------- | ---------------------------------------- | ---------------------------------------- | ---------------- | ---------------- |
| Bauzeitraum                      | 2010–                       |                             | 2010–                           |                                 |                              | 2010–                        |                              |                                          |                                          | 2017–11/2021     | ab 12/2021       |
| Motorkenndaten                   |                             |                             |                                 |                                 |                              |                              |                              |                                          |                                          |                  |                  |
| Motortyp                         | Verbrennungsmotor           | Verbrennungsmotor           | Verbrennungsmotor               | Verbrennungsmotor               | Verbrennungsmotor            | Verbrennungsmotor            | Verbrennungsmotor            | Verbrennungsmotor                        | Verbrennungsmotor                        | Elektromotor     | Elektromotor     |
| Zylinderzahl                     | 4                           | 4                           | 4                               | 4                               | 4                            | 4                            | 4                            | 4                                        | 4                                        | —                | —                |
| Hubraum                          | 2298 cm³                    | 2298 cm³                    | 2298 cm³                        | 2298 cm³                        | 2298 cm³                     | 2298 cm³                     | 2298 cm³                     | 2298 cm³                                 | 2298 cm³                                 | —                | —                |
| Max. Leistung                    | 74 kW/100 PS bei 3500 min−1 | 77 kW/110 PS bei 3500 min−1 | 92 kW/125 PS bei 3500 min−1     | 99 kW/135 PS bei 3500 min−1     | 107 kW/145 PS bei 3500 min−1 | 110 kW/150 PS bei 3500 min−1 | 120 kW/163 PS bei 3500 min−1 | 125 kW/170 PS bei 3500 min−1             | 132 kW/180 PS bei 3500 min−1             | 57 kW/77 PS      | 57 kW/77 PS      |
| Max. Drehmoment                  | 285 Nm bei 1250–2000 min−1  | 290 Nm bei 1500–2250 min−1  | 310 Nm bei 1250/1500–2500 min−1 | 330 Nm bei 1250/1500–2500 min−1 | 360 Nm bei 1500–2500 min−1   | 350 Nm bei 1500–2750 min−1   | 380 Nm bei 1500–2750 min−1   | 380 Nm bei 1500–2750 min−1               | 400 Nm bei 1500–2750 min−1               | 225 Nm           | 225 Nm           |
| Kraftübertragung                 |                             |                             |                                 |                                 |                              |                              |                              |                                          |                                          |                  |                  |
| Getriebe                         | 6-Gang-Schaltgetriebe       | 6-Gang-Schaltgetriebe       | 6-Gang-Schaltgetriebe           | 6-Gang-Schaltgetriebe           | 6-Gang-Schaltgetriebe        | 6-Gang-Schaltgetriebe        | 6-Gang-Schaltgetriebe        | 6–Gang-Schaltgetriebe oder automatisiert | 6–Gang-Schaltgetriebe oder automatisiert | Eingang-Getriebe | Eingang-Getriebe |
| Antriebsbatterie                 |                             |                             |                                 |                                 |                              |                              |                              |                                          |                                          |                  |                  |
| Energieinhalt                    | —                           | —                           | —                               | —                               | —                            | —                            | —                            | —                                        | —                                        | 33 kWh           | 52 kWh           |
| Messwerte                        |                             |                             |                                 |                                 |                              |                              |                              |                                          |                                          |                  |                  |
| Komb. Verbrauch NEFZ (l/100 km)  | 7,5–8,6                     | 7,4                         | 7,7–9,9                         | 7,7–9,3                         | 6,3–8,6                      | 8,5–9,9                      | 7,5–8,6                      | 6,3–7,1                                  | 5,3–7,1                                  | —                |                  |
| elektrische Reichweite nach WLTP | —                           | —                           | —                               | —                               | —                            | —                            | —                            | —                                        | —                                        | 120 km           | 244 km           |

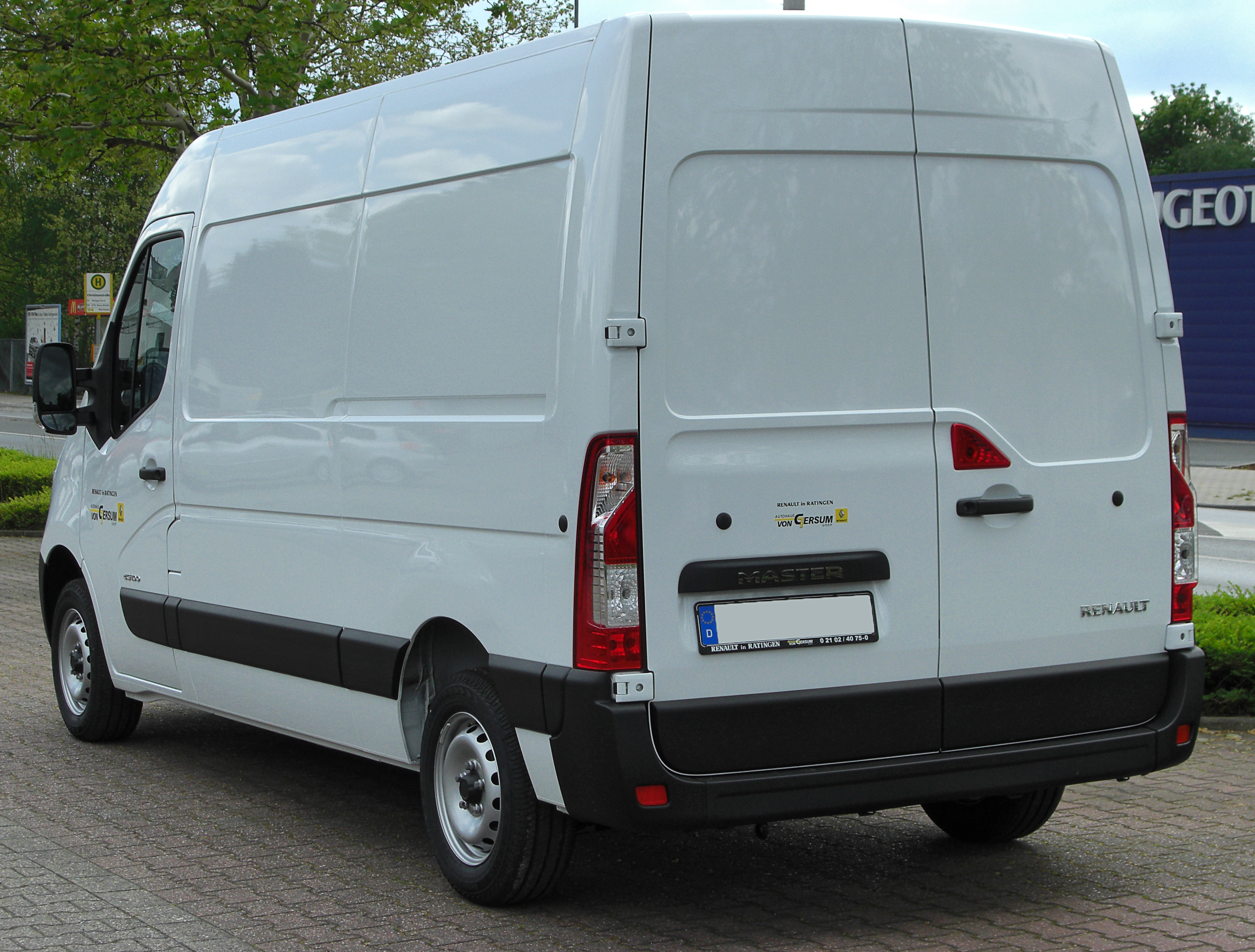
Heckansicht
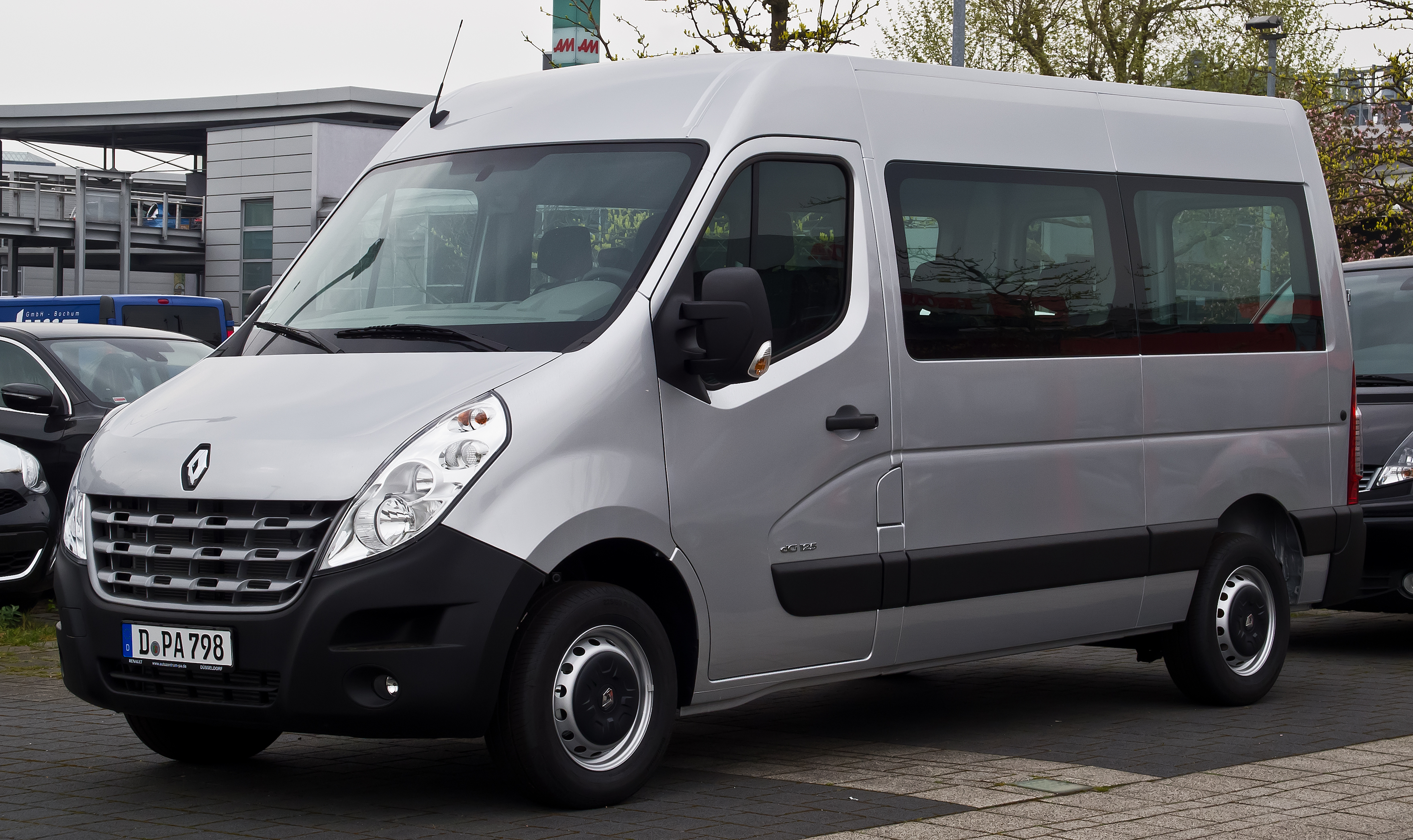
Renault Master III Combi (2010–2014)
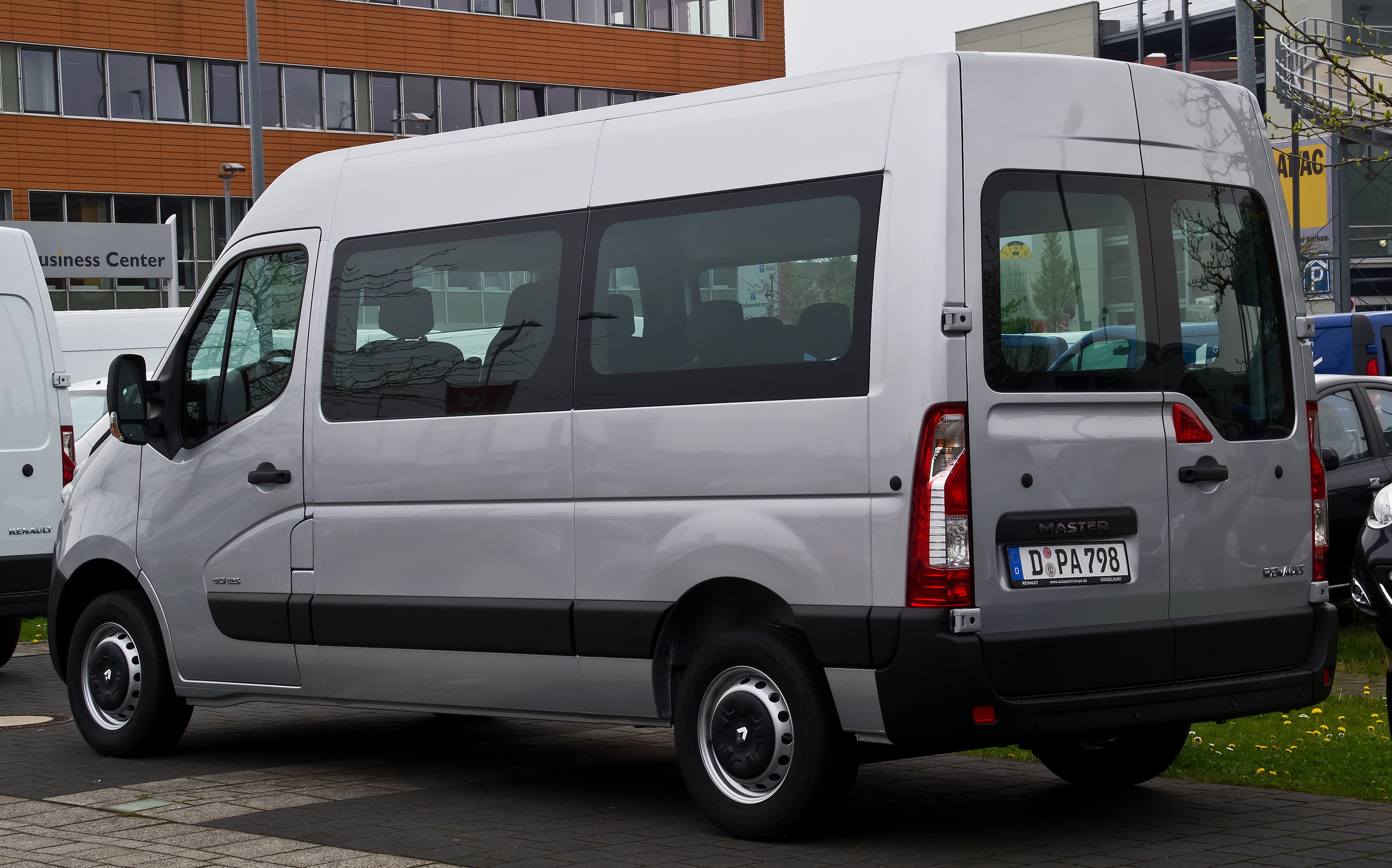
Heckansicht
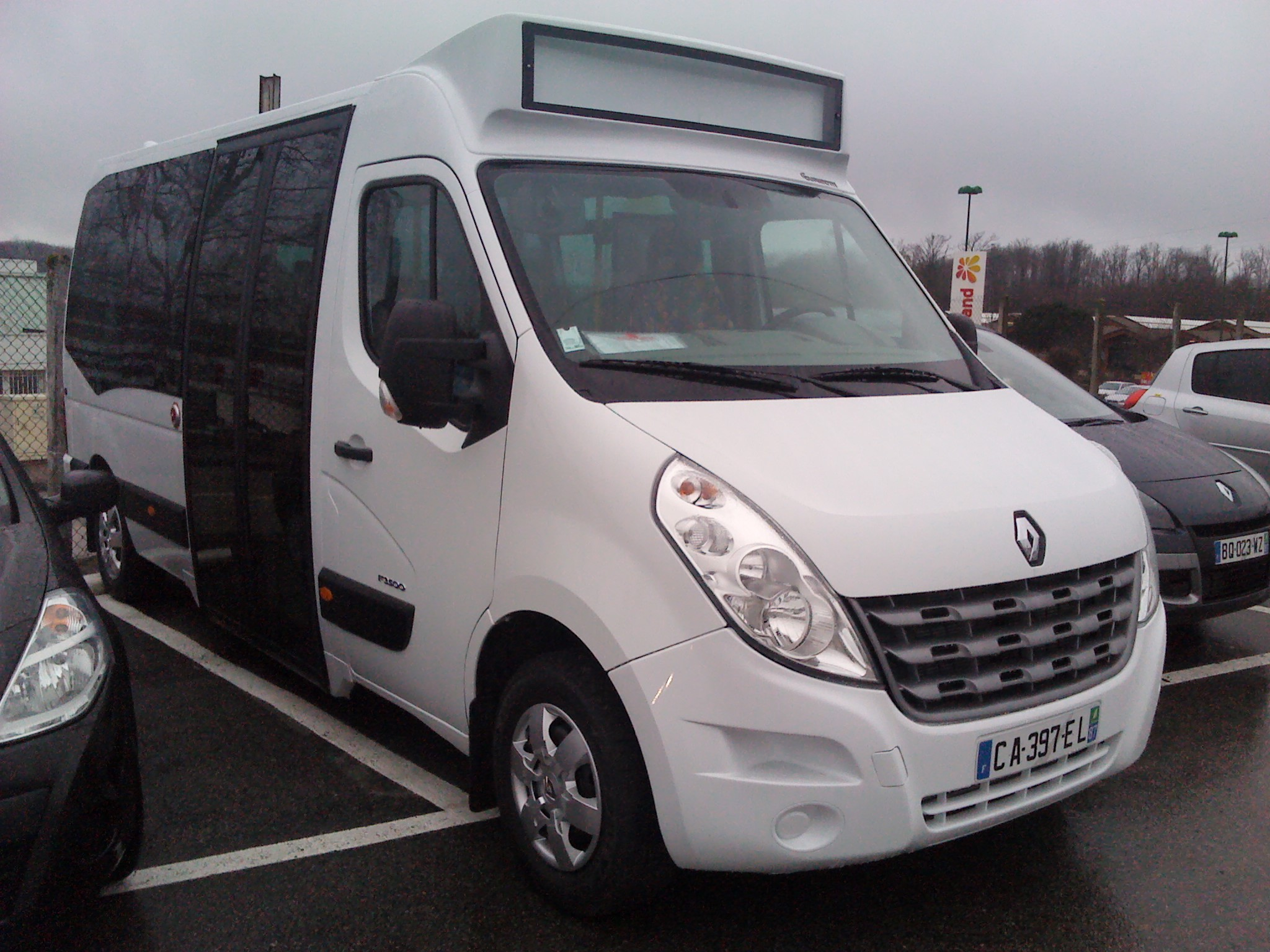
Master III als Minibus/Stadtbus (2010–2014)
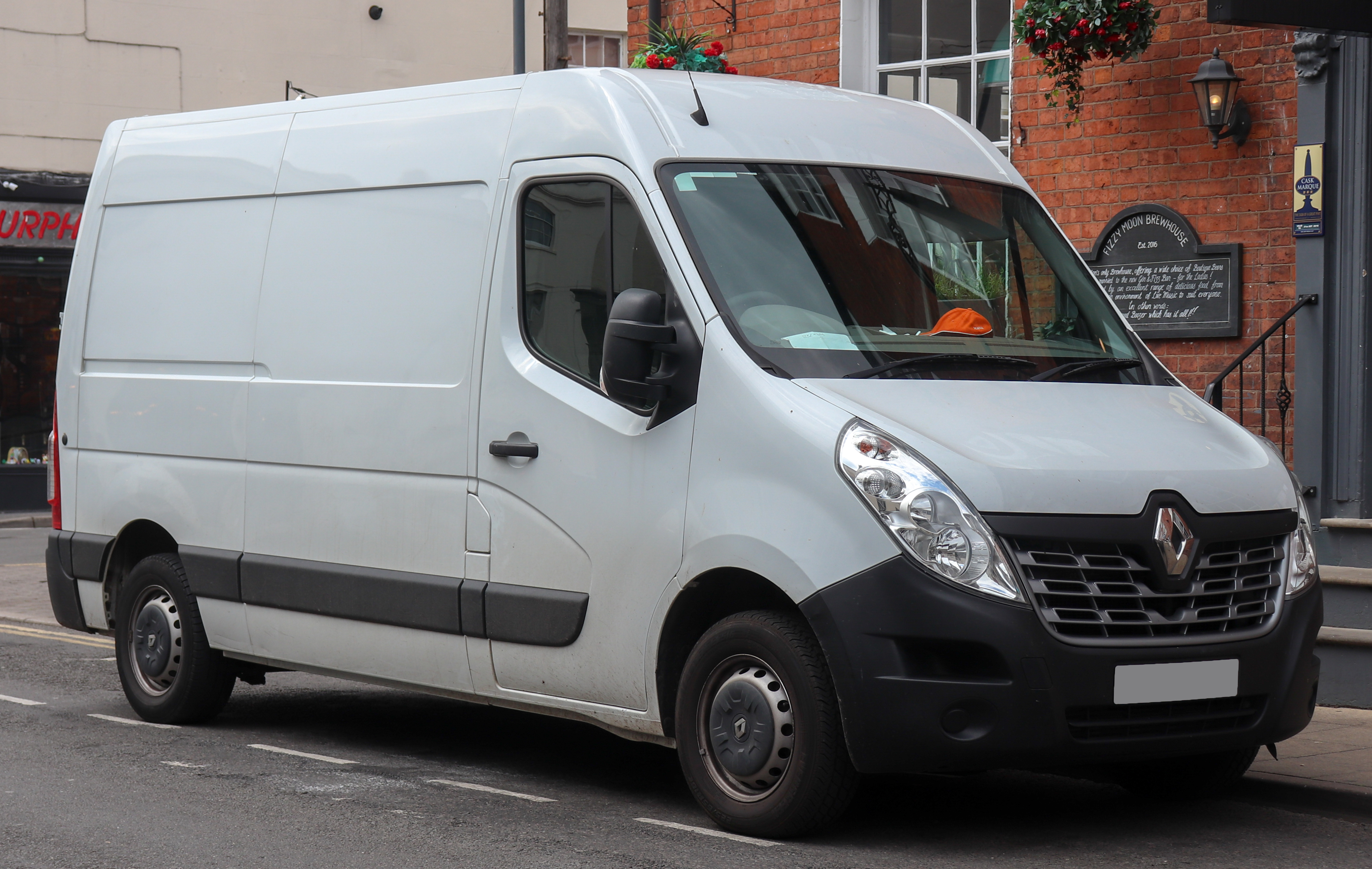
Renault Master III (2014–2019)
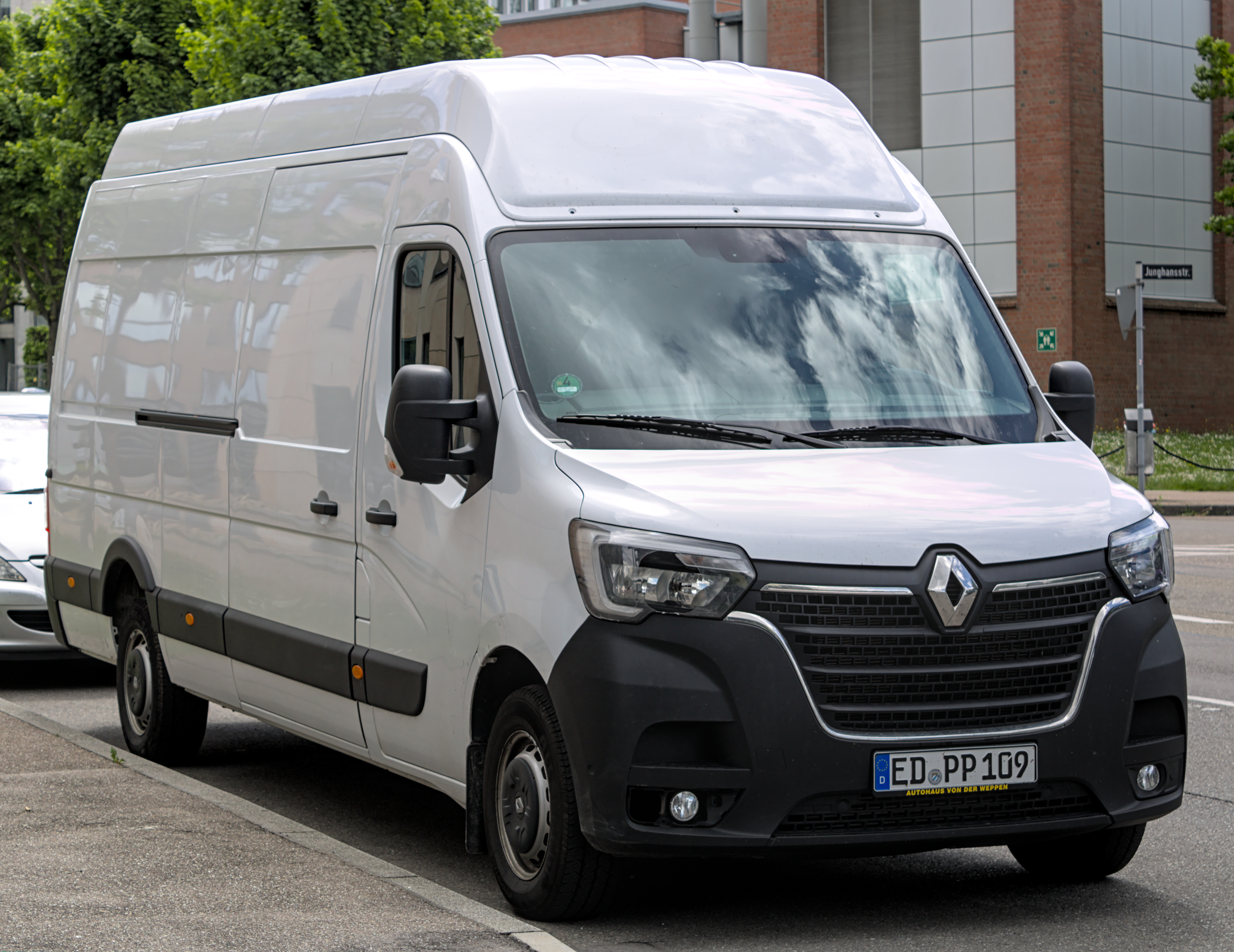
Renault Master III (2019–2024)

Im Dezember 2010 wurde das Modell wegen Problemen mit der Hinterachse und unzureichendem Halt der Sicherheitsgurte zurückgerufen.

## Vierte Generation (seit 2024)
Im November 2023 präsentierte Renault die vierte Generation des Master. Der Marktstart war im Frühjahr 2024. Der Nissan Interstar wurde im Februar 2024 vorgestellt.
Trotz der stilistisch an Lastkraftwagen angelehnten Front, konnte der Strömungswiderstandskoeffizient (cw) gegenüber der vorherigen Generation um 20 % gesenkt werden. Auch in der neuen Generation sind verschiedene Größen erhältlich: 20 Karosserievarianten mit Ladevolumina von 11 bis zu 22 m³. Die Einstiegsbreite durch die seitliche Schiebetür wurde um 40 mm, die Ladelänge um 100 mm vergrößert. Die Nutzlast soll bis zu 2 t betragen. Der verkürzte Radstand kommt der Manövrierfähigkeit und einem um 1,5 m geringeren Wendekreis zugute.
Bei den Motorisierungen setzt Renault auf die sogenannte Multi-Energie-Plattform, bei der sowohl Diesel-, Elektroantriebe zur Wahl stehen zukünftig auch mit Wasserstoff-Brennstoffzellen. Die Leistungsstufen der Dieselmotoren betragen 77 kW (105 PS), 95 kW (130 PS), 110 kW (150 PS) oder 125 kW (170 PS). Sie können mit einem manuell zu schaltenden Schaltgetriebe oder einer 9-Gang-Automatik kombiniert werden. Bei der elektrischen Version sind zwei Motorisierungen mit 96 kW (130 PS) oder 105 kW (143 PS) verfügbar. Das Drehmoment beträgt 300 Nm, die Akkukapazität 40 oder 87 kWh. Die Nutzlast wird hier mit maximal 1.625 kg, die Anhängelast mit 2.500 kg angegeben. Über Gleichstrom kann der elektrische Master mit bis zu 130 kW aufgeladen werden. Per Wechselstrom sind 22 kW möglich.

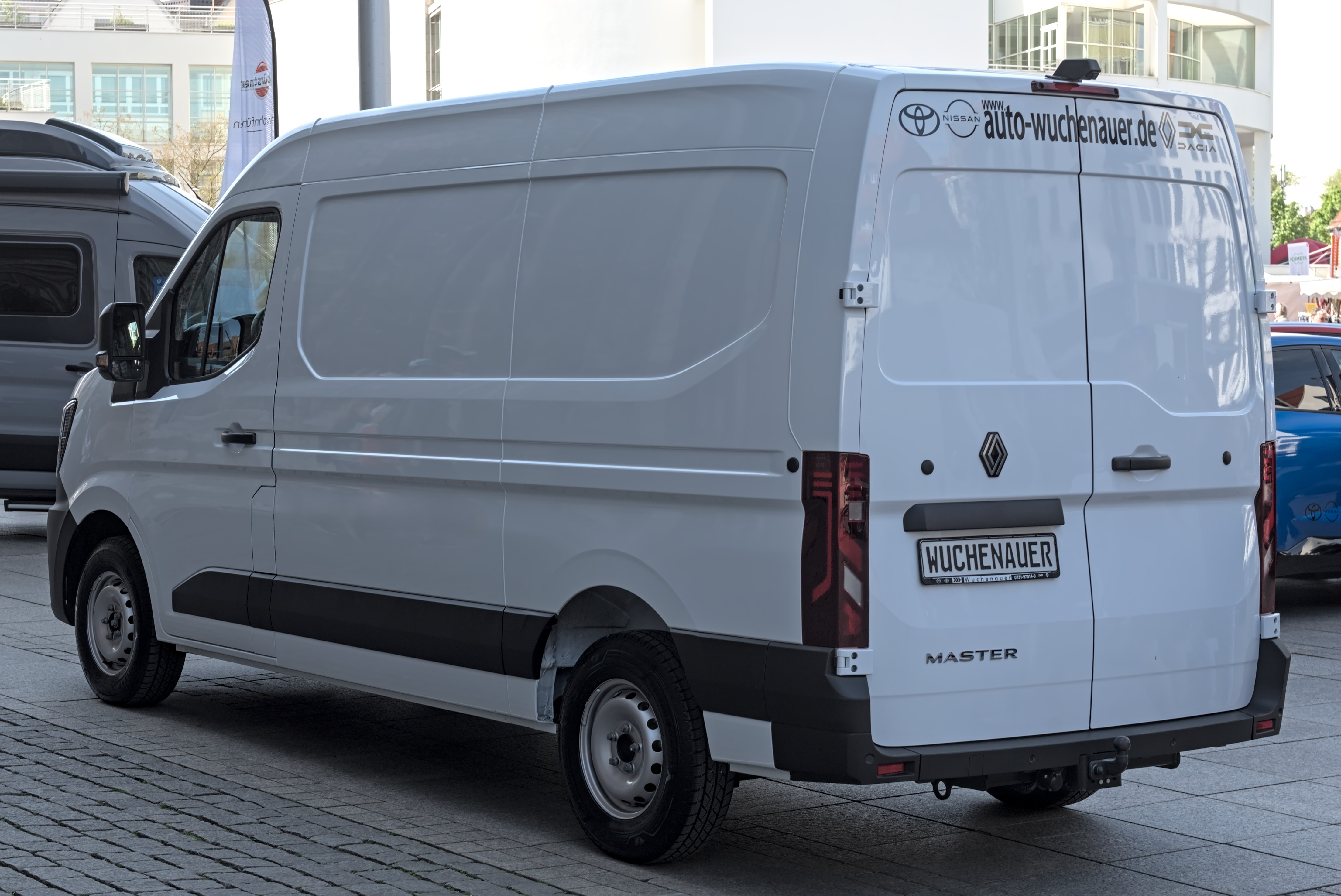
Heckansicht
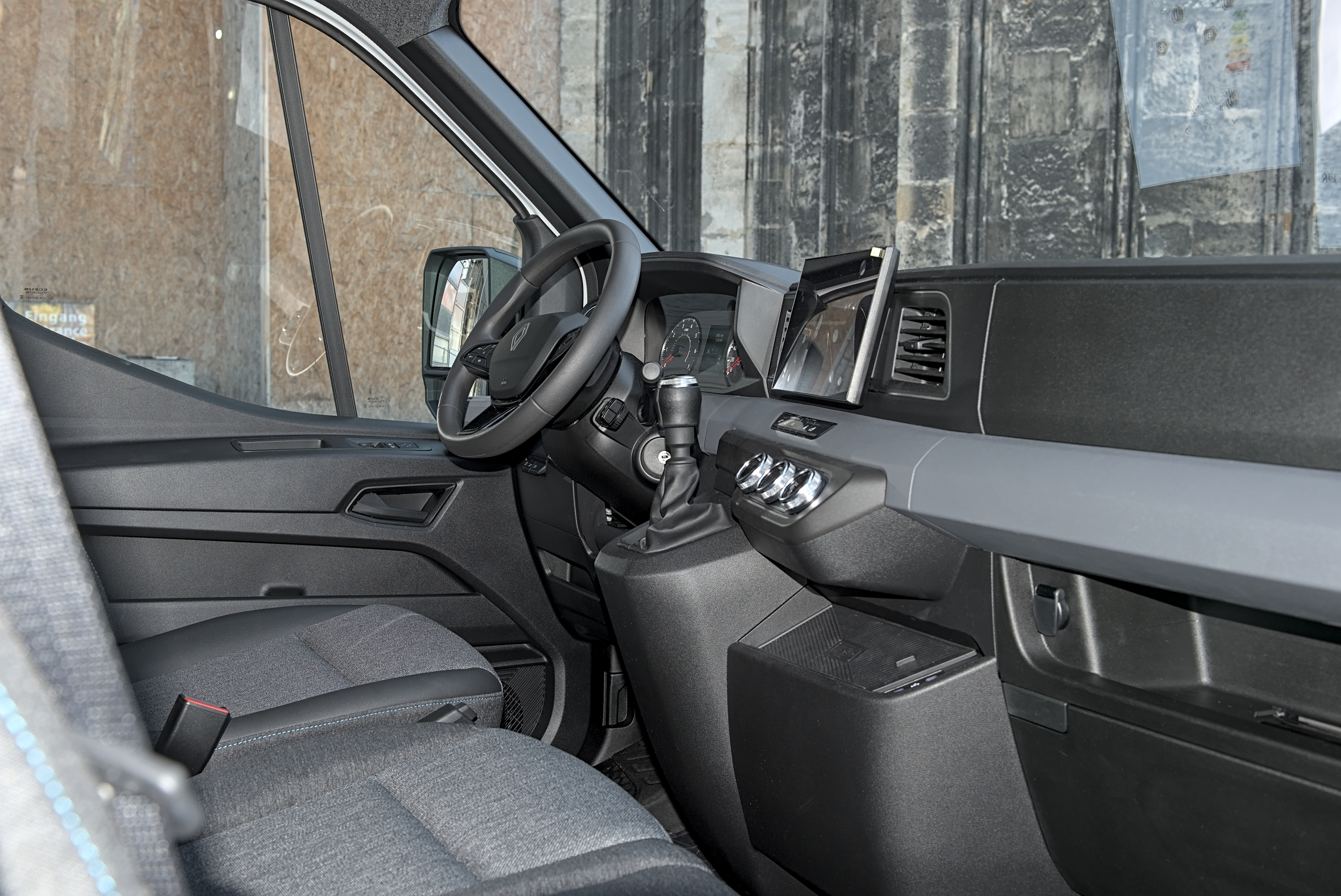
Innenansicht
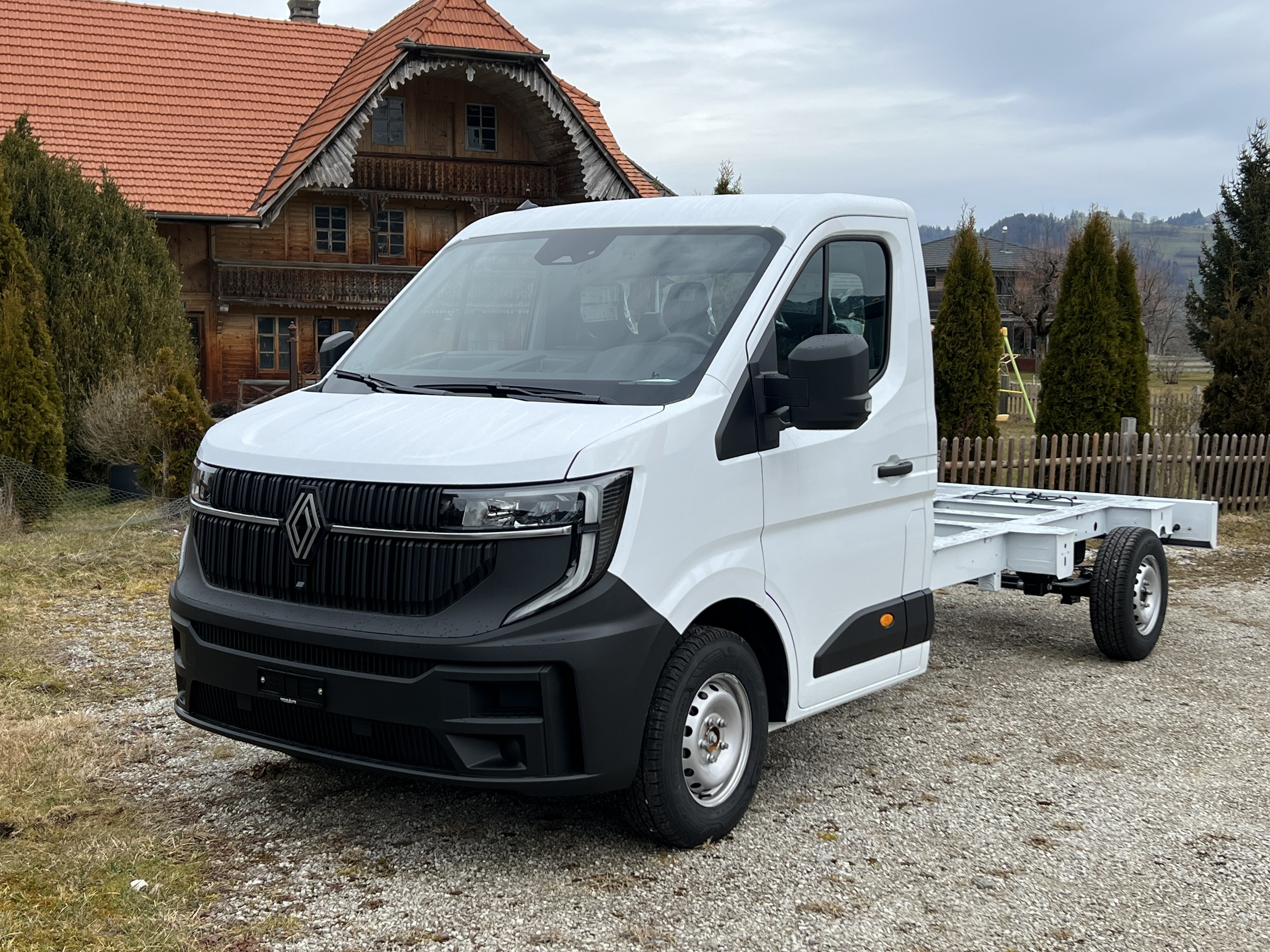
Fahrkabine ohne Aufbau
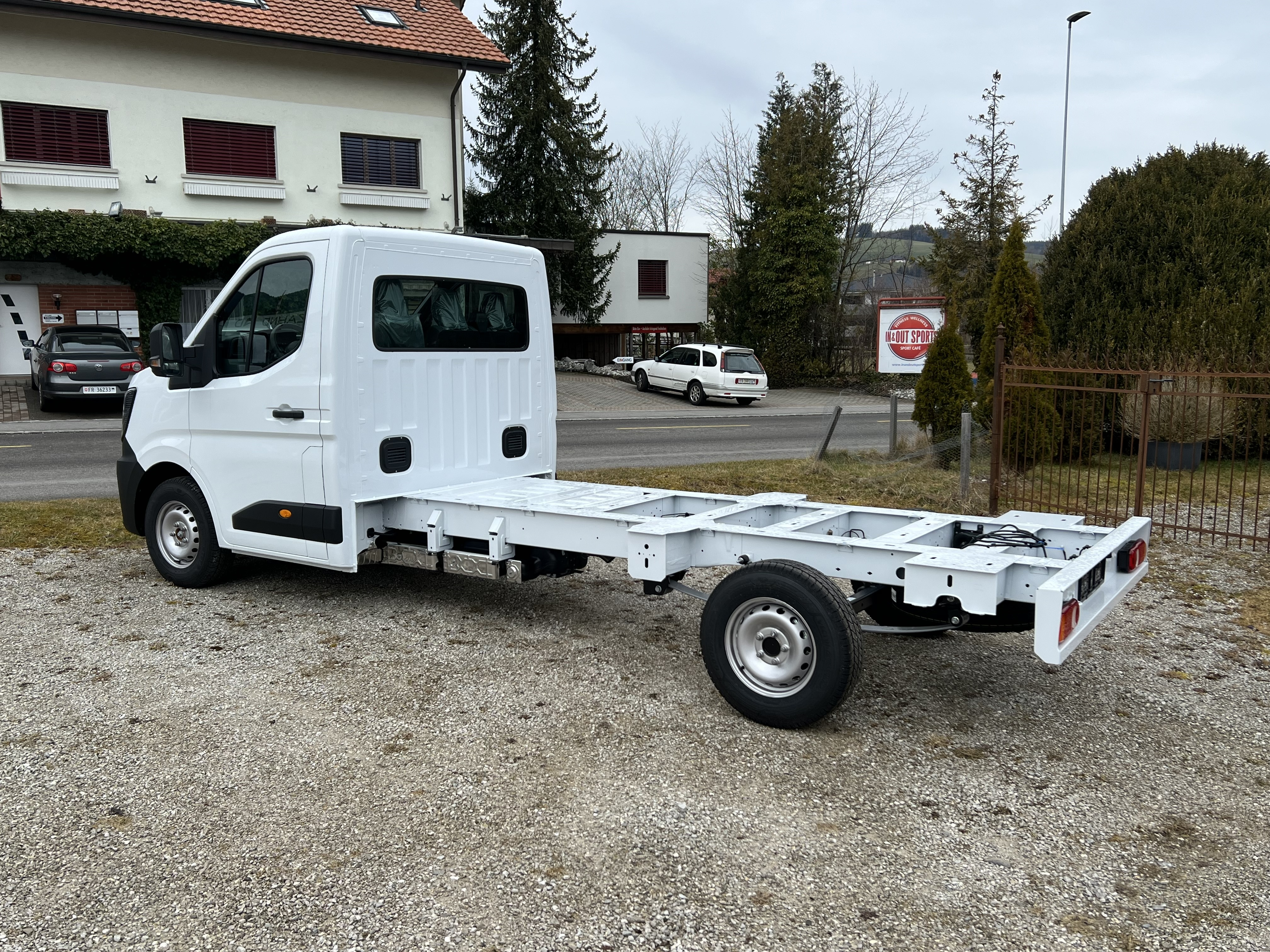
Heckansicht